# 井原站
- 關於廣島縣廣島市的JR西日本車站，請見「井原市站」。
- 關於愛知縣豐橋市的豐橋鐵道東田本線車站，請見「井原停留場」。

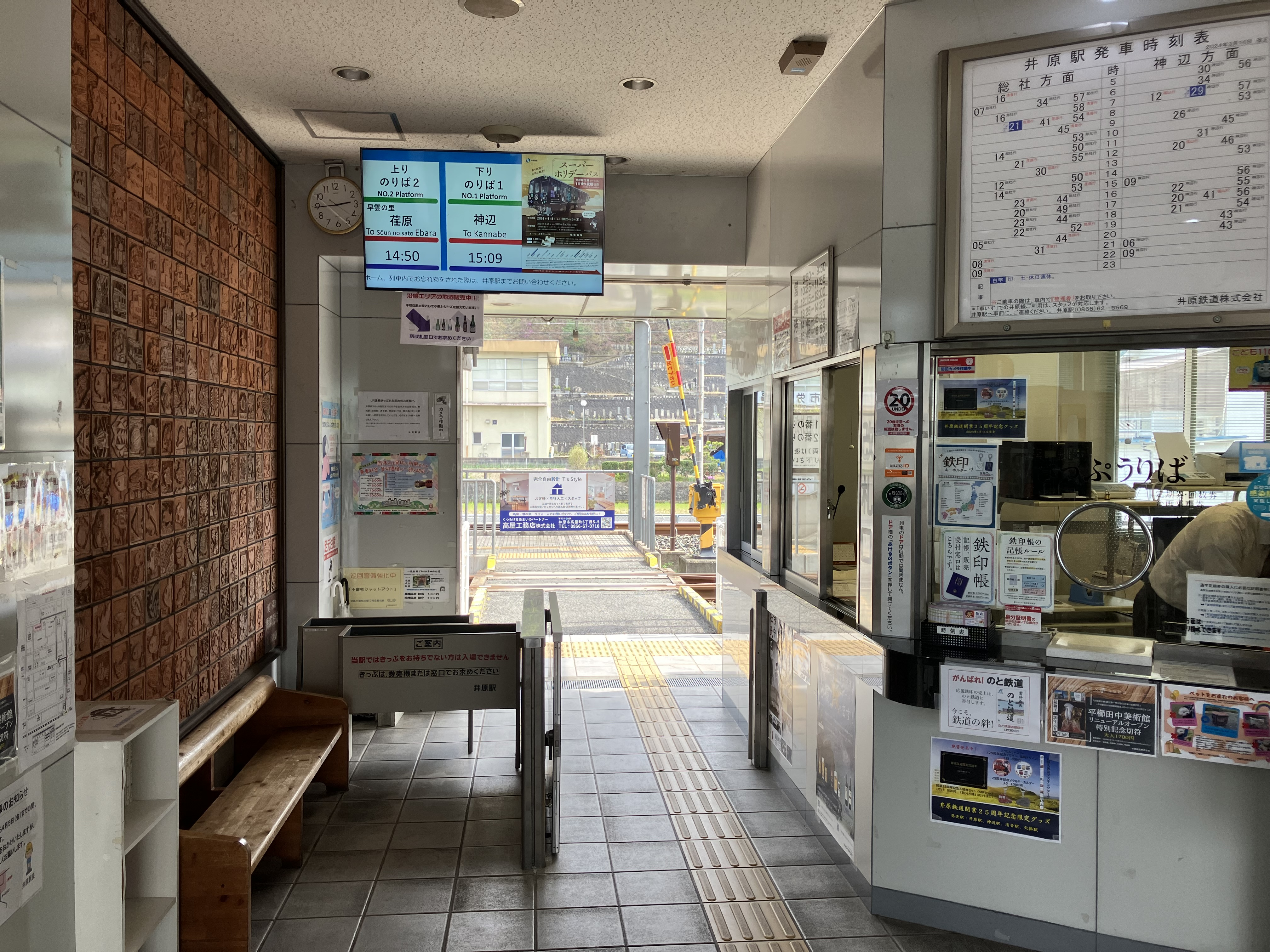
檢票口(2024年4月)

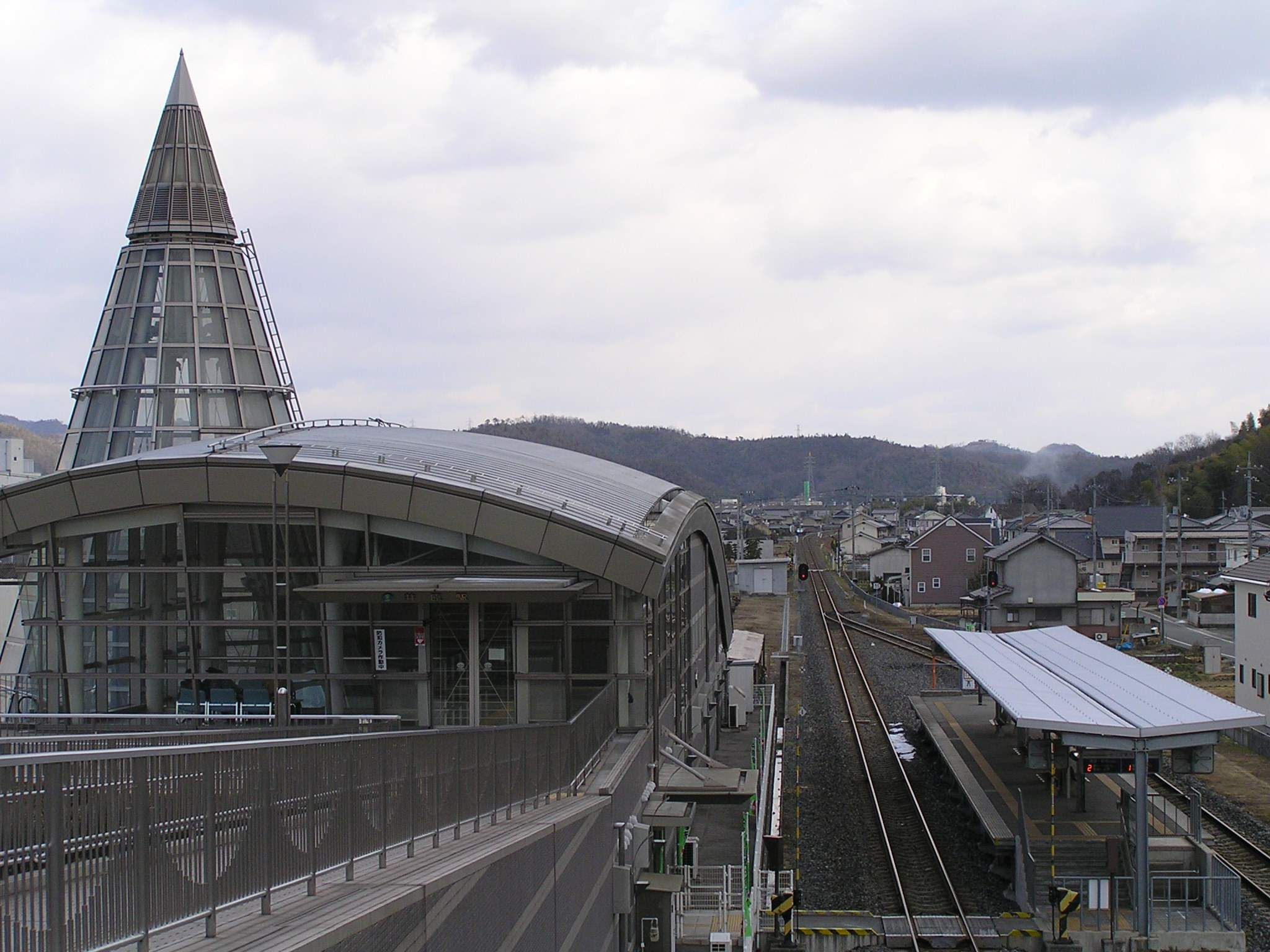
月台(2008年1月)

井原站（日语：／ Ibara eki */?）是井原鐵道井原線的車站，位於岡山縣井原市七日市町。

## 歷史
- 1999年（平成11年）1月11日 : 井原線開通，此站啟用[1]。
- 2009年（平成21年）4月 : 由井原鐵道直營的拉麵店於社區會堂內開業。
- 2010年（平成22年）8月 : D# THE STORE（井原被服協同組合）於社區會堂內開業。
- 2011年（平成23年）4月 : 由井原鐵道直營的拉麵店委托其他公司管理。店鋪名改名為「加門」。更新拉麵和漢堡的餐單並且繼續營業。
- 2017年（平成29年）
  - 1月 : 由於站內裝修，D# THE STORE（井原被服協同組合）關閉。
  - 3月 : 在D# THE STORE進行裝修後，井原牛仔店（井原被服協同組合）[2]開業。同時開設了井原牛仔博物館。
- 2018年（平成30年）10月1日 : 開設井原市觀光詢問處[3]。
- 2019年（平成31年/令和元年）
  - 4月 : 為了對應外國人乘客，於檢票口的電子顯示屏由使用LED式改為液晶體顯示屏[4]。
  - 10月1日 : 自動售票機由按钮式變為輕觸式。增加可購買的乘車票種類。該售票機可發售以那須與一為主題的入場票[5]。

## 車站構造
車站是一座地面車站，設有1面2線的島式月台，可進行列車交會。此站是直營車站，為井原線最大的據點車站，車站大樓的外觀參考井原的那須與一拉起弓箭的概念。月台西邊設有站內平交道（設有遮斷機）連接檢票口，為近年新建設車站中比較少見的設計。
站房的屋頂較高，內設有剪票口、自動售票機、商店、餐廳和特產展示販賣處。檢票通道位於車站大樓西邊，由井原鐵道管有，大樓東邊由井原市管有。井原市管有部分被稱為社區會堂，會舉行各種活動，並開放給鐵路乘客以外人士。
此站設有泊車轉乘設施，於車站南邊第一、第二停車場，共可停泊153架車輛。

### 月台
| 月台 | 路線    | 上下行 | 方向           |
| ---- | ------- | ------ | -------------- |
| 1    | ■井原線 | 下行   | 神邊方向       |
| 2    | ■井原線 | 上行   | 清音、總社方向 |

2號月台為上下行本線，1號月台為上下行副本線，為一座一線通過結構。但是在實際運作上，井原線只有各站停車的普通列車班次，因此各月台上設有方向性。

### 車站名物、名產
加門（拉麵店）（毎日於中午時間營業）
- 井原拉麵
  - 使用井原線沿線的食材的醬油拉麵。
- 明治工房漢堡
  - 使用井原線沿線的食材的漢堡。為井原線漢堡第1彈。

井原牛仔店（井原被服協同組合）（逢星期三休息）
- 牛仔布製品
  - 採用井原出產的牛仔布製作各種商品。為「牛仔布的聖地·井原」的信息傳播基地。販賣牛仔褲、牛仔服、和服及其他牛仔配件等。

## 使用狀況
以下為1日平均乘車人次：
| 年度   | 1日平均 乘車人次 |
| ------ | ---------------- |
| 2018年 | 801              |

## 車站周邊
觀光設施
- 田中美術館（日语：井原市立田中美術館） （展示平櫛田中（日语：平櫛田中）的作品） : 在站名牌的下半部分的圖案是該館內收藏的鏡獅子[1]。
- 田中苑（日语：田中苑） （觀賞黃連木的勝地）
- 井原堤（日语：井原堤） （觀賞櫻花樹的勝地）

公共設施
- 井原市政廳
- 井原郵局（日语：井原郵便局）
- 井原警署（日语：井原警察署）井原站前派出所
- 井原市地場產業振興中心
- Active Life井原 （井原市生涯學習中心，井原中央公民館）
- 七日市公園

商業設施
- HALOWS（日语：ハローズ） 井原店
- 大黑天物產（日语：大黒天物産） Dio井原店
- Heart井原店（日语：なかやま牧場#直営店舗）[7]

交通施設
- 國道313號（日语：国道313号）
- 國道486號（日语：国道486号）
- 岡山縣道34號笠岡井原線（日语：岡山県道34号笠岡井原線）
- 廣島縣道·岡山縣道102號下御領井原線（日语：広島県道・岡山県道102号下御領井原線）

## 巴士路線
- 圖例
  - ■ 北振巴士（日语：北振バス）
  - ■ 井笠巴士公司（日语：井笠バスカンパニー）

| 乘車處編號 | 路線編號、路線名稱            | 目的地、方向等                                                                     | 備註                                           |
| ---------- | ----------------------------- | ---------------------------------------------------------------------------------- | ---------------------------------------------- |
| 1          | ■笠岡井原線                   | 山王口、宮之端、追分、笠高入口、笠岡站前                                           |                                                |
| 1          | ■笠岡井原線                   | 山王口、宮之端、追分、笠高入口、笠岡站前、笠岡市民醫院                             | 只於平日服務                                   |
| 1          | ■笠岡井原線                   | 井原巴士中心、井原市民醫院                                                         |                                                |
| 2          | ■1 井原福山線                 | 御領、奈良津、福山站前                                                             |                                                |
| 2          | ■15 井原福山線                | 井原巴士中心                                                                       |                                                |
| 3          | ■井原愛愛巴士井原市區循環班次 | 田中美術館、市民醫院前、井原高入口、圖書館、井原巴士中心                           |                                                |
| 3          | ■井原愛愛巴士不婚觀音線       | 市民體育館、不婚觀音、子守歌之里高屋站、匠住宅、Star Height、宮之端、山王口        |                                                |
| 3          | ■井原愛愛巴士馬越恭平線       | 山王口、宮之端、縣主小學、木之子中學、早雲之里荏原站、田中誕生地、興讓館入口       |                                                |
| 3          | ■井原愛愛巴士不婚觀音線       | 興讓館入口、田中誕生地、早雲之里荏原站、荏原小學、法泉寺、興讓館高校               |                                                |
| 3          | ■井原愛愛巴士野上線           | 田中美術館、市民醫院前、井原高入口、興讓館高校、法泉寺、黑木公民館、細見、青野校前 | 只於星期一和四服務                             |
| 3          | ■井原愛愛巴士葡萄之里線       | 田中美術館、市民醫院前、井原高入口、正覺院、稗原、青野校前                         | 只於星期二和五服務                             |
| 3          | ■井原あいあいバス子守唄の里線 | 井原高入口、市民醫院前、市民體育館、不婚觀音、子守歌之里高屋站、高屋小學、山王     | 只於星期三和六服務                             |
| 4          | ■井原 - 共和、彌高山入口線    | 市民醫院前、與井、芳井分所前、共和                                                 |                                                |
| 4          | ■井原 - 共和、彌高山入口線    | 市民醫院前、與井、芳井分所前、共和、村入、彌高山入口                               |                                                |
| 4          | ■井原 - 共和、彌高山入口線    | 市民醫院前、簗瀨、芳井分所前、共和                                                 | 只於平日上學日服務                             |
| 4          | ■井原 - 佐屋線                | 市民醫院前、與井、芳井分所前、明治、佐屋                                           | 部分班次需要在芳井分所轉乘                     |
| 4          | ■井原 - 佐屋線                | 市民醫院前、簗瀨、芳井分所前、明治、佐屋                                           | 只於平日上學日服務。部分班次需要在芳井分所轉乘 |
| 4          | ■井原 - 山野下市、山野田原線  | 市民醫院前、與井、芳井分所前、山野下市                                             |                                                |
| 4          | ■井原 - 山野下市、山野田原線  | 市民醫院前、與井、芳井分所前、山野下市、山野田原                                   | 部分班次需要在芳井分所轉乘                     |
| 4          | ■井原 - 三山、黑萩、宇戶谷線  | 市民醫院前、興讓館高校前、田輪、谷山、美星產直廣場、美星分所前                     |                                                |
| 4          | ■井原 - 三山、黑萩、宇戶谷線  | 市民醫院前、興讓館高校前、田輪、谷山、美星產直廣場、美星分所前、下田、黑萩         | 只於平日和星期六服務                           |
| 4          | ■井原 - 三山、黑萩、宇戶谷線  | 市民醫院前、興讓館高校前、田輪、谷山、美星產直廣場、美星分所前、下田、宇戶谷       | 只於平日服務                                   |
| 4          | ■                             | 井原巴士中心                                                                       |                                                |

## 相鄰車站
井原鐵道
■井原線
早雲之里荏原－井原－出部

## 注腳
1. 1 2 3 4 5  . 鐵道畫刊 (鐵道畫刊社). 1999-4, 33 (4): 70–74.
2. ↑  井原デニムストア （页面存档备份，存于）（日語）
3. ↑  . 中國新聞 (中國新聞社). 2018-10-02  [2019-01-07]. （原始内容存档于2018-10-02） （日语）.
4. ↑  . 中國新聞. 2019-04-17  [2019-04-18]. （原始内容存档于2019-04-18） （日语）.
5. ↑   (PDF) (新闻稿). 井原鉄道. 2019年12月23日  [2019年12月31日]. （原始内容存档 (PDF)于2019年12月30日） （日语）. ☆１０月１日に導入した自動券売機で発売しています。
6. ↑  國土數値情報 不同站的上下車人次數據 （页面存档备份，存于） - 國土交通省，2019年9月3日參閲
7. ↑  . 山陽新聞 (山陽新聞社). 2014-11-28  [2019-01-07]. （原始内容存档于2014-12-11） （日语）.
8. ↑   (PDF). 鞆鉄道株式会社. 2017-04-05  [2018-09-24]. （原始内容 (pdf)存档于2018-08-30） （日语）.

## 外部連結
- 井原站 – 井原鐵道 （页面存档备份，存于）（日語）